# Nambalia
Nambalia (лат.) — род растительноядных динозавров, принадлежащих к группе завроподоморф, живших во время позднего триаса около 204 миллионов лет назад в районе современной Индии. Включает один вид — Nambalia roychowdhurii.
Вид был назван и описан в 2011 году Fernando E. Novas, Martin D. Ezcurra, Sankar Chatterjee и T. S. Kutty. Название рода относится к городу Намбал в Индии. Родовое название дано в честь индийского палеонтолога Tapan Roy-Chowdhury.
Окаменелости Nambalia были найдены в штате Андхра-Прадеш в геологической формации Maleri, относящейся к норию — рэту. Голотип, ISI R273 1-3, состоит из частичного скелета: правой подвздошной кости левого бедра, нижней левой большеберцовой и малоберцовой кости. Образец ISI R273 4-29 также отнесён к данному виду.
Nambalia в результате кладистического анализа был помещён в группу завроподоморф за пределами клады Plateosauria, но ниже текодонтозавра.